# シパルナ科
シパルナ科（シパルナか、学名: Siparunaceae）は、クスノキ目に属する植物の科の1つである。常緑性の低木から高木であり、葉は単葉で対生（図1）、精油を含み芳香がある。花は単性であり、花托が発達して雄しべまたは雌しべを包んでおり、開口部が花被で覆われている。雄しべは付属体を欠き、弁開する。複数の雌しべをもち、個々の雌しべは核果になるが、発達した花托に包まれて集合果になり、これが裂開して核果が露出し、被食散布される（図1）。中米から南米に分布するシパルナ属（Siparuna）の約60–70種と、アフリカ西部に分布する Glossocalyx longicuspis の1種を含む。

## 特徴
高木から低木、ときにつる性（藤本）。精油をもち、レモンのような芳香または悪臭がある。アルミニウム蓄積能がある。節は1葉隙1葉跡性。一次維管束は管状、二次成長を行い、幅広い放射組織を欠き、二次木部は散孔材、道管は階段穿孔または単穿孔をもち、繊維仮道管や隔壁繊維を欠き、真正木繊維をもつ。葉は常緑性、十字対生または輪生状（図1–3）、Glossocalyx は顕著な異形葉性を示し、典型的な葉と線状の葉が対生する。葉は単葉、ときに腺点をもち、葉縁は全縁または鋸歯があり、葉脈は羽状で脈端は湾曲し、托葉を欠く（図1–3）。気孔は平行型。毛状突起は単純、星状、盾状など。葉に下皮（表皮下の厚壁細胞層）をもつことがある。

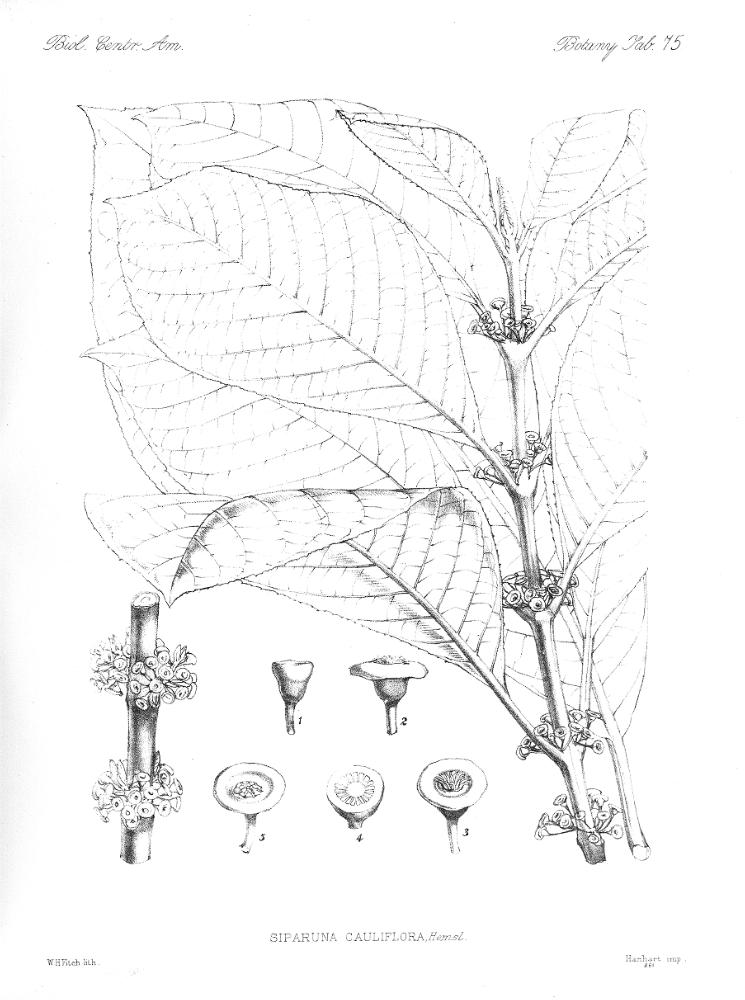
2. の植物画: 下は花。

ふつう葉腋に小さな花（直径数ミリメートル）からなる花序を形成する（下図3a）。花は単性（雄花と雌花が別）、雌雄同株または雌雄異株。雄花は心皮を欠き、雌花は仮雄しべを欠く。花托が発達して杯状から壺状、雄しべや雌しべを包んでいる。花被片は4–8枚、1–2輪、小型で部分的またはほとんど合生、ときに不明瞭、まれに萼と花冠に分化している。花被は雄しべまたは雌しべを覆い、雄しべや柱頭は花被中央の孔から突出する（図2下）。雄花は1個から多数の雄しべをもち、花糸は付属体を欠き、葯は内向、2胞子嚢からなり、長軸に沿って単一の弁で弁開する。花粉は無孔粒。雌花は3個から多数の心皮をもち、離生心皮であるが、部分的に花托に埋没しており、花柱は二次的に互いに結合する。1心皮あたり胚珠は1個、基底胎座、倒生胚珠、単珠皮性（外珠皮の欠失によると考えられている）で厚層珠心、ときに複数の胚嚢を含む。
個々の果実は核果状（ただし内果皮と中果皮内層が木質化する）、ときに仮種皮状の付属物をもち、多肉質の花托に包まれて集合果を形成する。集合果は赤色から黄色（図1上、3b）、強い匂いを発し、ふつう不規則に裂開して核果が裸出する（図1下、3c）。種子はデンプン質の内胚乳を含む。子葉は2枚、地上性。基本染色体数は x = 22。

## 分布・生態
メキシコ、西インド諸島、中米から南米北部（シパルナ属 Siparuna）およびアフリカ中西部（Glossocalyx）の熱帯域に分布する。低地から標高3,800メートルの高地まで、森林に生育する。
夜間に匂いに誘引されて花に産卵しようとするタマバエによって、花粉媒介される。雄花へは産卵しやすく、この中で成長した幼虫は花から出て落下し、土中で蛹化するが、雌花には産卵し難く（花の覆いの孔が小さい）、産卵されると枯れてしまう。
果実は、さまざまな果食動物に被食され、散布される。

## 分類と進化
現在シパルナ科に分類される2属（Glossocalyx, Siparuna; 表1）は、かつてはモニミア科に分類されることが多かった。しかし、雄しべの特徴などから独立のシパルナ科とされることもあった。やがて20世紀末以降の分子系統学的研究の発展により、従来のモニミア科が単系統ではないことが示され、上記2属はモニミア科から除かれ、シパルナ科に分類することが一般的になった。分子系統学的研究からは、シパルナ科はゴモルテガ科、アテロスペルマ科に近縁であることが示されている。
表1. シパルナ科の分類仮説
- シパルナ科 Siparunaceae (A.DC.) Schodde (1970)[注 2]
  - Glossocalyx Benth. (1880)
ふつうの葉と線状の葉が対生する[8]。毛状突起は単純または2–3分岐[8]。アフリカ中西部に分布する。1種のみを含む。
    - Glossocalyx longicuspis Benth. (1880)
シノニム: Glossocalyx brevipes Benth. (1880); Glossocalyx brevipes var. letouzeyi Fouilloy (1974); Glossocalyx staudtii Engl. (1899); Glossocalyx zenkeri J.Wagner (1943)

  - シパルナ属[6] Siparuna Aubl. (1775)
シノニム: Angelina Pohl ex Tul. (1885); Bracteanthus Ducke (1930); Citrosma Ruiz & Pav. (1794); Conuleum Rich. ex A.Rich. (1823); Jatrops Rottb. (1776)
葉は対生または輪生状[9]。毛状突起はときに星状や盾状[9]。中米から南米北部に分布する。約60–70種が認識されている。

この2属の分布域の地理的な隔離（アフリカと中南米）は、比較的最近の長距離分散によるものではなく、大陸分断によるものと考えられている。また、シパルナ属内の分化は、約8,000万年前ごろに始まったと推定されている。シパルナ科においては雌雄同株が祖先状態であり、ここから雌雄異株への進化が独立に何回か起こったと考えられている。